# Pelea capreolus
L'antilope capriolo (Pelea capreolus), noto localmente come Vaal Rhebok o Vaalribbok, è un'antilope endemica di Sudafrica, Zimbabwe, Lesotho e Swaziland.

## Comportamento
Preferisce gli habitat erbosi e montani e possiede un manto grigio lanoso che la isola dal freddo delle zone dove vive. Le corna, diritte, sono prerogativa dei soli maschi. Durante la stagione degli amori questi ultimi diventano estremamente aggressivi.

## Nome
Il termine afrikaans/olandese Reebok ha dato il nome alla famosissima compagnia di articoli sportivi Reebok.